# Planes de ajuste estructural
Los planes de ajuste estructural son planes económicos llevados a cabo por gobiernos de países endeudados para reducir el gasto público y mejorar la recaudación fiscal, con el objetivo final de incrementar la libertad de mercado y minimizar el rol del Estado en la economía. Los planes de ajuste incluyen la privatización de empresas estatales y la flexibilización de las condiciones de empleo. En este contexto, el aumento en la desocupación no es considerado un flagelo, sino que es una herramienta para intentar dinamizar la economía, por medio de la competencia entre las personas con necesidades de empleo. 
Estas planificaciones son asesoradas por organismos financieros internacionales que a menudo exigen a estos gobiernos que apliquen medidas de estabilización económica.